# Anomaloglossus triunfo
Anomaloglossus triunfo é uma espécie de anfíbio anuros da família Aromobatidae. Está presente na Venezuela. Não foi ainda avaliada pela UICN.